# Травматическая связь
Травматическая связь — это сильная эмоциональная привязанность между жертвой и обидчиком, сформировавшаяся в результате цикла насилия. Двумя основными факторами, участвующими в установлении травматической связи, являются: дисбаланс власти и периодическое подкрепление хорошего и плохого обращения (вознаграждение и наказание). Концепцию травматической связи разработали психологи Дональд Даттон и Сьюзен Пейнтер. Травматическая связь обычно предполагает однонаправленные отношения между жертвой и преступником, только жертва привязывается к преступнику.
Травматические связи могут возникать в:
- романтических отношениях
- платонической дружбе
- отношениях между родителями и детьми
- кровосмесительных отношениях
- культах
- ситуациях с заложниками
- отношениях между менеджерами и их непосредственными подчиненными
- торговле людьми в целях сексуальной эксплуатации (особенно у несовершеннолетних)
- процессе прохождения службы военнослужащими.

Основа для травматической связи (со стороны насильника):
- террор
- доминирование
- непредсказуемость.

По мере того, как травматическая связь между обидчиком и жертвой усиливается и углубляется, это приводит к противоречивым чувствам тревоги, оцепенения и горя у жертвы, которые проявляются по циклической схеме. Часто жертвы травмирующих связей не обладают свободой воли и автономией, а также не имеют индивидуального самоощущения. Их самооценка является производной от высказываний обидчика о них.
Травматическая связь оказывает серьёзное пагубное воздействие на жертву не только до тех пор, пока сохраняются отношения, но и после.
Долгосрочные последствия травматической связи:
- сохранение жертвой оскорбительных отношений
- неблагоприятные последствия для психического здоровья (низкая самооценка, повышенная вероятность депрессии и биполярного расстройства)
- сохранение цикла жестокого обращения из поколения в поколение[3][4][9][10].➤

Жертвы часто не могут разорвать оскорбительные отношения или возвращаются к ним после разрыва.

## Контекст
В 1980-х годах Дональд Г. Даттон и Сьюзан Л. Пейнтер исследовали концепцию теории травматической связи в контексте жестоких отношений и избиений женщин. Исследование было продолжено в контексте отношений между родителями и детьми, сексуальной эксплуатации и многого другого. Травматическая связь была описана как «злоупотребление страхом, возбуждением, сексуальными чувствами и сексуальной физиологией с целью запутать другого человека».
Патрик Карнс также изучал теорию травматической связи, исследуя её конкретно в контексте предательства, которое включало эксплуатацию обидчиком доверия и/или чувства власти над жертвой.

### Формирование
Жертва может сформировать травматическую связь с насильником:
- при наличии предполагаемой угрозы со стороны насильника
- убеждённости в том, что насильник выполнит угрозу
- восприятия некоторой формы доброты со стороны насильника
- в условиях изоляции
- при осознании отсутствия способности выйти из ситуации.

Первый случай насилия часто воспринимается жертвой как аномалия, как разовый случай. Выражение привязанности и заботы со стороны обидчика после инцидента умиротворяет жертву и вселяет в неё уверенность в том, что насилие больше не повторится. Однако неоднократные случаи жестокого обращения вызывают когнитивный сдвиг в сознании жертвы: она начинает думать, что предотвращение жестокого обращения в её силах. Когда неизбежность насилия становится очевидной, травматическая связь уже слишком сильна.

#### Дисбаланс сил
Между обидчиком и жертвой должна существовать разница во власти, при которой обидчик обладает властью и авторитетом, а жертва — нет.
Испытывая периодическое наказание со стороны обидчика/доминатора, обладающего властью, жертва может усвоить восприятие себя обидчиком, жертва винит себя в ситуациях насилия, совершаемого обидчиком, что может негативно повлиять на самооценку жертвы.
Физическое, эмоциональное и сексуальное насилие может использоваться для поддержания дисбаланса сил. Происходит взаимодействие на основе чувства власти обидчика и чувства бессилия и подчинения жертвы.

#### Периодическое подкрепление
Жестокое обращение с жертвой выражается в форме физического, словесного, эмоционального и/или психологического насилия. Оно чередуется с позитивным поведением (выражение привязанности и заботы, проявление доброты, дарение жертве подарков и обещание не повторять насилие). Чередование поощрений и наказаний имеет решающее значение для установления и поддержания травматической связи.
Важность периодического подкрепления можно объяснить с помощью теории обучения и бихевиористской точки зрения. При наличии аверсивного стимула подкрепление непредсказуемыми способами является ключевым компонентом обучения (когда учащийся не может предсказать, когда он получит награду, обучение становится максимальным). Точно так же неожиданными являются периодические проявления привязанности и заботы, а неспособность их предсказать делает их более востребованными. Прерывистое подкрепление порождает модели поведения, от которых трудно избавиться, развиваются невероятно сильные эмоциональные связи.

### Поддержание
Травматическую связь поддерживает дисбаланс сил, периодичность насилия, финансовая зависимость от насильника или инвестиции в отношения (ребёнок от насильника).
Теория когнитивного диссонанса постулирует, что конфликт между убеждениями и действиями мотивирует уменьшить или устранить несоответствие, чтобы минимизировать психологический дискомфорт. Поэтому жертва искажает свои представления о насилии в отношениях, чтобы сохранить позитивный взгляд на эти отношения, что выражается в:
- рационализации поведения обидчика
- оправдании насилия
- минимизации последствий насилия со стороны обидчика
- самообвинении.

Воспоминания о случаях жестокого обращения разобщены или зависят от душевного состояния (вспоминаются случаи жестокого обращения только тогда, когда ситуация по интенсивности и опыту аналогична исходной ситуации террора).
После разрыва жертвой оскорбительных отношений, немедленное облегчение начинает ослабевать и проявляется, лежащая в основе травматической связи, глубокая привязанность, сформированная в результате периодического подкрепления. Всплывают воспоминания о случаях, когда обидчик временно проявлял нежность и заботу. Желая ещё раз получить эту любовь, жертва может попытаться вернуться к оскорбительным отношениям.
Социальная поддержка может быть защитным фактором, сохраняющим функционирование жертвы и обеспечивающим буфер в травмирующих ситуациях.

### Роль привязанности
Джон Боулби утверждал, что надёжная привязанность — это эволюционно обоснованная человеческая потребность, превосходящая даже потребность в пище и воспроизводстве.
Принципы, объясняющие привязанность между опекунами и младенцами, могут также объяснить привязанность на протяжении всей жизни, особенно в контексте интимных отношений и романтических связей.
Привязанности детства закладывают основу для межличностных отношений, характеристик личности и психического здоровья в будущем. Исследования Харлоу на обезьянах показывают, что детеныши обезьян формируют связи привязанности даже с жестокими матерями (в экспериментальной установке жестокой «матерью» была обезьяна, сделанная из ткани, которая наносила детенышу легкие удары током или швыряла его).
Даже в ситуациях, когда непосредственные опекуны жестоко обращаются с детьми, человеческие младенцы по-прежнему склонны к ним привязываться — на отказ со стороны опекуна следуют усилия по увеличению близости с ним.
В ситуациях опасности люди стремятся к большей привязанности. Когда обычные способы привязанности недоступны, люди склонны привязываться к своим обидчикам, что может быть адаптацией в краткосрочной перспективе, поскольку может способствовать выживанию. В долгосрочной перспективе эта привязанность является неадаптивной и может повысить уязвимость и даже напрямую привести к травматической привязанности.

### Стокгольмский синдром
Понятие травматической связи часто путают со Стокгольмским синдромом. Сходство выражается в контексте развития эмоциональной связи с обидчиком. Основное отличие — направленность отношений. В то время как травматическая связь является однонаправленной (только жертва эмоционально привязывается к обидчику), Стокгольмский синдром является двунаправленным.

## Сферы проявления травматической связи

### В оскорбительных отношениях
Нездоровая или травмирующая связь возникает между людьми, находящимися в оскорбительных отношениях. Эта связь сильнее у людей, выросших в семьях, в которых применялось насилие, потому что им это кажется нормальной частью отношений. Присутствуют три основных компонента травматической связи: оправдание насильника посредством когнитивных искажений; психологические последствия жестокого обращения; любовь.
Чем дольше продолжаются отношения, тем труднее людям оставить насильников, с которыми они связаны.
Причин, по которым жертва пытается сохранить оскорбительные для неё отношения:
- страх
- дети
- финансовые ограничения.

#### Избитые женщины
Относительно женщин, подвергшихся насилию, первоначально придерживались мнения, что возвращение жертвы к жестоким отношениям — показатель дефектной личности, мазохизма. Обвинению жертвы способствовала гипотеза справедливого мира (люди получают то, что им причитается), по которой жертва рассматривается как заслуживающая любых негативных последствий. Однако исследования женщин, подвергшихся избиению, и исследования травматических связей показали, что это не так. На женщину, остающуюся в жестоких отношениях, влияет множество факторов: от семейного анамнеза и ролевых ожиданий до доступа к ресурсам и динамики самих отношений. Важнейшим является наличие травматической связи. Жестокое обращение, перемежающееся периодами доброты, формирует травматическую связь, заставляющую жертву испытывать положительные чувства по отношению к обидчику.
Среди избитых женщин наблюдается трёхфазный процесс:
- постепенное нарастание напряжения
- «взрывной инцидент с избиением»
- мирное выражение любви и привязанности со стороны обидчика.

Повторяющийся и циклический характер этих фаз приводит к возникновению травматической связи.

### Секс-торговля
Травматические связи чрезвычайно распространены в ситуациях торговли людьми в целях сексуальной эксплуатации, груминга детей, коммерческой сексуальной эксплуатации детей и отношений сутенёра и проститутки.

#### Грумминг детей
Груминг детей предполагает установление и поддержание травматической связи между ребёнком и обидчиком.
Факторы установления травматической связи в груминге:
- дисбаланс сил
- периодическое подкрепление
- завоевание доверия окружающих ребёнка
- завоевание доверия ребёнка и одновременное нарушение его границ.

Угощения и поездки используются в качестве взятки для получения доступа к ребёнку.
Тематическое исследование жертвы груминга детей показали, что жертва воспринимала обидчика, как:
- благодетеля
- заместителя родителя
- контролера сознания

С точки зрения благодетеля, агрессор в этом исследовании делал все возможное, чтобы дать жертве то, что ей было нужно: от поиска работы до подарка ей участка земли под первый дом.
В роли заместителя родителя насильник консультировал и предлагал эмоциональную поддержку во время кризиса.
Эти две роли (благодетель и заместитель родителя) представляли собой хорошее обращение, необходимое для установления травматической связи. Роль обидчика, как контролера сознания, включала в себя тенденции контроля и доминирования, имитирующие промывание мозгов. Эта комбинация создала травматическую связь, которую жертве было невероятно трудно разорвать, потому что отказ от эмоциональной связи в целом также подразумевал бы отказ от привилегий и льгот — поездок, подарков, угощений, потерю наперсника и опекуна.
В груминге отношения между жертвой и насильником развиваются на протяжении всей жизни. Когда ребёнок ещё совсем маленький — завоевывается доверие ребёнка и семьи. Ребёнку уделяется огромное внимание, его осыпают подарками. Реакция насильника менялась, единственным постоянным была потребность жертвы в любви. Обидчик был в состоянии извлекать выгоду из потребностей жертвы в отношениях до тех пор, пока жертва не смогла удовлетворить эти потребности другими способами.

#### Коммерческая сексуальная эксплуатация детей
Коммерческая сексуальная эксплуатация детей наносит им физические и психологические травмы, усиливает рискованное поведение, ставит под угрозу способность ребёнка понимать, устанавливать и поддерживать личностные границы, приводит к формированию травматической связи с насильником/торговцем людьми, основанной на искаженном восприятии безопасности и доброты. Повышенная эмоциональная зависимость от обидчика нормализует эмоциональное насилие, испытываемое жертвой со стороны обидчика, и постепенно у жертвы развивается чувство доверия и безопасности, хотя и искаженное — по отношению к обидчику.

#### Принудительная связь
Связи с обидчиками — узы, связанные с травмой и принуждением. Элемент принуждения закреплен социальной изоляцией, неспособностью убежать.

#### Насилие со стороны интимного партнера
Насилие со стороны интимного партнёра (физическое, сексуальное, психологическое, экономическое насилие или насилие, связанное с преследованием) совершается нынешними или бывшими партнерами. Травматическая связь укрепляется путем рационализации и/или сведения к минимуму агрессивного поведения партнера, самообвинения и сообщения о любви в контексте страха.

### Отношения между родителями и детьми
Травматические связи в отношениях родитель-ребенок, опекун-ребенок могут возникать в результате жестокого обращения, пренебрежения или кровосмесительных отношений.
Травматические связи токсичны, и их трудно разорвать из-за присущего им дисбаланса сил между родителями и детьми. Имеется дополнительный слой травмы предательства, которая возникает в результате эксплуатации доверия жертвы.

#### Злоупотребление и/или пренебрежение
У детей пренебрегающих или жестоких/жёстких воспитателей может развиться дисфункциональная привязанность. Непоследовательность в вознаграждении и наказании вызывает у ребёнка разделение между жестоким обращением и добротой так, что ребёнок стремится сформировать общее положительное мнение о воспитателе и таким образом, основное внимание уделяется только полученной привязанности и доброте. Самоощущение ребёнка происходит из его эмоциональной зависимости от авторитетной фигуры, которой в данном случае является родитель и/или опекун.

#### Инцест
Инцест порождает травматические связи, подобные тем, которые преобладают у жертв торговли людьми в целях сексуальной эксплуатации. Существует положительная корреляция между распространенностью травматической связи и количеством контактов жертвы или близких членов семьи жертвы с насильником. Поддержание нездоровых отношений с обидчиком способствует травме и поддерживает травматическую связь.

### Военные условия
Травматические связи могут возникнуть в военных условиях (дислокация во враждебной среде или зонах боевых действий). Например, травматические связи между японскими солдатами и корейскими «женщинами для утешения» во время Второй мировой войны формировали у жертв двойную травму:
- травма от жестокого обращения
- травма войны.

Эти отношения давали японским солдатам эмоциональное облегчение и спасение от насилия войны и тирании высокопоставленных офицеров и обеспечивали корейским «женщинам для утешения» защиту и доброту со стороны солдат.
Солдаты вели себя агрессивно и жестоко по отношению к «женщинам для утешения», используя тактику запугивания, чтобы утвердить своё доминирование и способствовать принуждению. Однако оскорбления перемежались добротой и сочувствием. Периодическая доброта солдат (еда, прогулки, защита, эмоциональная поддержка) позволила сформировать и сохранить травматическую связь у женщин. Защита и эмоциональная поддержка сыграли решающую роль в сохранении травматических связей и были гораздо важнее, чем еда и прогулки. Корейские «женщины для утешения» в конечном итоге стали эмоционально зависимы от японских солдат и начали связывать эту зависимость со своим собственным чувством власти, тем самым устанавливая травматическую связь, которая у некоторых сохранялась даже после окончания войны.

## Последствия
Травматическая связь имеет несколько краткосрочных и долгосрочных последствий для подвергшихся насилию лиц:
- заставляет людей оставаться в оскорбительных отношениях
- негативно влияет на самооценку жертв
- увековечивает циклы насилия, передаваемые из поколения в поколение
- приводит к неблагоприятным последствиям для психического здоровья (повышенная вероятность развития депрессии и/или биполярного расстройства)[3][4][9][10].

### Пребывание в оскорбительных отношениях
Из-за изнурительных психологических манипуляций, жертвы склонны оставаться в оскорбительных отношениях главным образом потому, что воспринимаемые последствия разрыва отношений кажутся им гораздо более негативными, чем последствия сохранения оскорбительных отношений.
В таких отношениях жестокое обращение перемежается фрагментами утешения и мира, которые включают выражение любви, доброты, привязанности и/или общего дружелюбия со стороны обидчика по отношению к жертве. Жертва начинает держаться за это прерывистое подкрепление награды среди насилия. Жертвы склонны становиться эмоционально зависимыми от обидчика и убеждены, что их выживание зависит от получения любви обидчика. Форма самоощущения жертвы указывает на газлайтинг. Жертва надеется на положительные изменения. Самообвинение, страх социальной стигмы, страх одиночества в отсутствие партнера, отсутствие или плохая социальная поддержка со стороны других членов семьи и друзей способствуют тому, что жертвы остаются в оскорбительных отношениях.

### Сохранение циклов насилия
Люди, пережившие травму и травматические связи, могут, сознательно или неосознанно, повторить цикл насилия, то есть могут сами стать насильниками. Насилие, которое причиняют жертвы, может включать или не включать в себя травматическую связь.
Так, есть примеры того, что лица, осуществлявшие уход за детьми и совершившие убийство ребёнка (убившие своего ребёнка/воспитателя), пережили травматический опыт и имели травматические связи с насильниками в детстве. У детей с жестокими и/или пренебрежительными лицами, осуществляющими уход, развивается ненадежная привязанность. Результат ненадёжной привязанности:
- нарушение регуляции эмоций
- замешательство по отношению к лицу, осуществляющему уход, которое становится источником комфорта, а также страха.

Неблагоприятные привязанности могут проявляться и в отношениях человека с собственными детьми. Люди могут демонстрировать повышенную и непропорциональную агрессию по отношению к своему ребёнку, что иногда приводит к убийству ребёнка. Жертвы испытывают физическое насилие, сексуальное насилие, страдают от отсутствия защиты от внешних опасностей, заброшенности, эмоционального отвержения со стороны своих опекунов. Тем не менее, жертвы выражают безусловную любовь к своим опекунам, оправданную желанием сохранить общее положительное мнение о них. В их постоянных усилиях по формированию эмоциональной связи с опекунами укрепилась травматическая связь. Этот травматический опыт оказывает серьёзное негативное влияние на отношения и связь жертв с собственными детьми, способствуя «бесстрастному, бесчувственному межличностному поведению».

### Нейрофизиологические последствия
Последствиями травматической связи могут быть неблагоприятные нейробиологические и нейрофизиологические последствия. Реакции «бей или беги» может повысить уровень кортизола у жертвы, что может иметь каскадный эффект и вызвать выработку других гормонов.
Постоянный хронический стресс отрицательно влияет на иммунитет, здоровье органов, настроение, уровень энергии. В долгосрочной перспективе это может вызвать и эпигенетические изменения. Установление травматической связи в младенчестве связано с дисфункцией миндалевидного тела, нейроповеденческими нарушениями и повышенной уязвимостью к психическим расстройствам в более позднем возрасте. "Психологическое насилие коррелирует с нарушениями сна. Нарушение режима сна приводит к неблагоприятным нейрофизиологическим проблемам, таким как повышение тревожности и раздражительности. У жертв психологического насилия повышение уровня кортизола влияет на мозг таким образом, что позволяет укрепить травматическую связь."

### Неблагоприятные последствия для психического здоровья
Травматическая связь вызывает у жертвы ряд неблагоприятных последствий для психического здоровья и благополучия. В результате самого насилия и эмоциональной зависимости от обидчиков у жертв, развивается крайне негативная самооценка. Контроль, ограничения, унижения, изоляция, доминирование опаснее для самооценки и самоуважения, чем физическое насилие. Женщины, подвергшиеся избиениям и жертвы, которые оставались в жестоких отношениях, называли себя «глупыми». Формированию плохой Я-концепции, в свою очередь, отрицательно влияет на психическое благополучие. То же самое наблюдалось и в тематическом исследовании по грумингу детей.
Травматическая связь также может привести к диссоциации, как к механизму самосохранения и/или преодоления трудностей. Нейробиологические изменения также могут влиять на развитие мозга и препятствовать обучению. Интернализация психологических манипуляций и травм может вызвать тревогу и повысить вероятность рискованного поведения. Изоляция, связанная с травматической связью, может способствовать развитию в целом искажённого чувства доверия, делая жертв уязвимыми перед ситуациями, которые могут повторно травмировать их, способствуя виктимизации. Жертвы также могут иметь тенденцию либо полностью игнорировать, либо сводить к минимуму опасное, разрушительное поведение и насилие вокруг себя.
Травматические связи в отношениях между родителями и детьми (где ребёнок является жертвой, а родитель — насильником) также могут привести к появлению депрессивных симптомов в более позднем возрасте. Стиль воспитания «безэмоциональный контроль», характеризующийся высокой защитой и низкой заботой со стороны родителей — основной предиктор депрессии у жертвы. Негативная самооценка формируется тогда, когда чувства неадекватности и безнадежности сохраняются и подкрепляются лицами, осуществляющими уход за ребёнком. Постоянные усилия по поиску безопасных эмоциональных привязанностей не приносят никакой награды, а травматическая связь способствует формированию негативной базовой схемы, которая влияет на восприятие и взаимодействие на протяжении всей жизни. Это может привести к проблемам психического здоровья, таким как депрессия, биполярное расстройство, мания, суицидальные наклонности и злоупотребление психоактивными веществами, которые могут быть повсеместными и длиться всю жизнь.